# Pavel Antipov
Pavel Valer'evič Antipov (in russo Павел Валерьевич Антипов?; Kazan', 19 settembre 1991) è un cestista russo.

## Carriera
Con la Russia universitaria ha partecipato a due edizioni delle Universiadi (Kazan' 2013, Gwangju 2015).

## Palmarès
- Coppa di Russia: 2

UNICS Kazan: 2013-14
Lokomotiv Kuban': 2017-18